# Перезапуск (сюжет)
Перезапуск или ребу́т (англ. Reboot) — новая версия художественного произведения (фильма, компьютерной игры, комикса и прочее), которая использует тех же героев и идеи, но игнорирует события предыдущих произведений из серии, создавая новую сюжетную линию. Термин «перезагрузка» используется по аналогии с соответствующим компьютерным термином (который обозначает процесс, при котором компьютер полностью очищает содержимое оперативной памяти и начинает свою работу заново), ссылаясь на то, что произведение, «перезагружающее» серию, не учитывает предыдущие произведения по данной теме и начинает новый канон. В случае, если перезапуск всё же не отменяет сюжет старых произведений в серии, это мягкий перезапуск, который, однако, во многих отношениях начинает историю с чистого листа.
Основные отличия перезагрузок от ремейков — это полное изменение сюжета (в то время как ремейки сохраняют основные сюжетные ходы оригинала) и начало новой серии произведений (а ремейк — это новая версия одиночной работы).

## Цели и причины
Главная цель перезапуска — это «оживление» серии для привлечения новых фанатов и увеличения доходов. Таким образом, перезагрузка может рассматриваться как попытка спасти серию, которая морально устарела. Кроме того, перезапуск серии — это достаточно безопасный проект с точки зрения прибыли, так как произведение с известными героями уже имеет поклонников, из-за чего является менее рискованным ходом, чем полностью оригинальное произведение.
В компьютерных играх бывает и другая причина: сказать, что в приквелы играть не надо. Дело в том, что приквелы писались для старой, ныне труднодоступной аппаратуры, графика оставляет желать лучшего, а геймплей далёк от современного. И в то же время с огромной стоимостью AAA-игр ремейк или перезагрузка — более безопасный ход, чем совершенно новая вселенная.

## Примеры

### В кинематографе
| Оригинал                              | Год выхода | Перезапуски | Года выхода                                                |
| ------------------------------------- | ---------- | --- | ---------------------------------------------------------- |
| Годзилла                              | 1954       | Годзилла; Годзилла | 1998; 2014                                                 |
| Каратель                              | 1989       | Каратель; Каратель: Территория войны                                                                                                   | 2004; 2008                                                 |
| Кинг-Конг                             | 1933       | Кинг-Конг; Кинг-Конг; Конг: Остров черепа                                                                                              | 1976; 2005; 2017                                           |
| Лара Крофт: Расхитительница гробниц   | 2001       | Лара Крофт | 2018                                                       |
| Бэтмен                                | 1966       | Бэтмен; Бэтмен: Начало; Бэтмен | 1989; 2005; 2022                                           |
| История приключений Джеймса Бонда     | 1962       | Казино «Рояль» | 2006                                                       |
| Могучие морфы: Рейнджеры силы         | 1995       | Турбо: Могучие рейнджеры; Могучие рейнджеры                                                                                            | 1997; 2017                                                 |
| Пиранья                               | 1978       | Пиранья; Пираньи | 1995; 2010                                                 |
| Вторжение похитителей тел             | 1956       | Вторжение похитителей тел | 1978                                                       |
| Халк                                  | 2003       | Невероятный Халк | 2008                                                       |
| Капитан Америка                       | 1979       | Капитан Америка; Первый мститель | 1990; 2011                                                 |
| Фантастическая четвёрка               | 1994       | Фантастическая четвёрка; Фантастическая четвёрка; Фантастическая четвёрка                                                              | 2005; 2015; 2025                                           |
| Конан-варвар                          | 1982       | Конан-варвар | 2011                                                       |
| Мумия                                 | 1911       | Мумия; Мумия; Легенда мумии; Мумия; Мумия                                                                                              | 1932; 1959; 1997; 1999; 2017                               |
| Дракула                               | 1921       | Дракула; Дракула; Дракула; Невесты Дракулы; Дракула против Франкенштейна; Дракула; Дракула; Дракула 2000; Визит семьи Дракулы; Дракула | 1931; 1931; 1958; 1960; 1972; 1979; 1992; 2000; 2006; 2014 |
| Глубокое синее море                   | 1954       | Глубокое синее море; Глубокое синее море                                                                                               | 1955; 2011                                                 |
| Планета обезьян                       | 1968       | Планета обезьян; Восстание планеты обезьян                                                                                             | 2001; 2011                                                 |
| Такси                                 | 1998       | Нью-йоркское такси | 2004                                                       |
| Зелёный Шершень                       | 1940       | Зелёный Шершень; Зелёный Шершень | 2006; 2011                                                 |
| Человек-паук                          | 1977       | Человек-паук; Новый Человек-паук; Человек-паук: Возвращение домой                                                                      | 2002; 2012; 2017                                           |
| Большое ограбление банка в Сент-Луисе | 1959       | Ограбление по-американски | 2015                                                       |
| Конёк-Горбунок                        | 1941       | Конёк-Горбунок | 2020                                                       |
| Чумовая пятница                       | 1976       | Чумовая пятница; Чумовая пятница; Чумовая пятница                                                                                      | 1995; 2003; 2018                                           |
| Пятница, 13-е                         | 1980       | Пятница, 13-е | 2009                                                       |
| Кошмар на улице Вязов                 | 1984       | Кошмар на улице Вязов | 2010                                                       |
| Хэллоуин                              | 1978       | Хэллоуин 2007; Хэллоуин (Игнорирует события всех сиквелов)                                                                             | 2007; 2018                                                 |
| Супермен                              | 1978       | Возвращение Супермена (Игнорирует события третьей и четвёртой частей); Человек из стали                                                | 2006; 2013                                                 |
| Охотники за привидениями              | 1984       | Охотники за привидениями | 2016                                                       |
| Черепашки-ниндзя                      | 1990       | Черепашки-ниндзя | 2014                                                       |
| Тридцать девять ступеней              | 1935       | Тридцать девять ступеней; Тридцать девять ступеней; Тридцать девять ступеней                                                           | 1959; 1978; 2008                                           |
| Кикбоксер                             | 1989       | Кикбоксер: Возмездие | 2016                                                       |
| Хеллбой: Герой из пекла               | 2004       | Хеллбой; Хеллбой: Горбун | 2019; 2024                                                 |
| Смертельная битва                     | 1995       | Мортал Комбат | 2021                                                       |
| Восставший из ада                     | 1987       | Восставший из ада | 2022                                                       |
| Ворон                                 | 1994       | Ворон | 2023                                                       |

### В мультипликации
| Оригинал                  | Год выхода | Перезапуски | Года выхода                                    |
| ------------------------- | ---------- | --- | ---------------------------------------------- |
| Золушка                   | 1922       | Бедная Золушка; Золушка; Золушка; Золушка; Золушка, полный вперед | 1934; 1950; 1979; 1994; 2013                   |
| Утиные истории            | 1987       | Утиные истории | 2017                                           |
| Чёрный плащ               | 1991       | Чёрный плащ | ТВА                                            |
| Рождественская история    | 1982       | Рождественская сказка; Рождественская история | 2001; 2009                                     |
| Смурфики                  | 1981       | Смурфики: Затерянная деревня | 2017                                           |
| Как Гринч украл Рождество | 1966       | Гринч | 2018                                           |
| Лоракс                    | 1972       | Лоракс | 2012                                           |
| Человек-паук              | 1967       | Человек-паук; Человек-паук; Непобедимый Человек-паук; Человек-паук; Новые приключения Человека-паука; Совершенный Человек-паук; Человек-паук; Человек-паук: Через вселенные | 1981; 1994; 1999; 2003; 2008; 2012; 2017; 2018 |

### В индустрии компьютерных игр
| Оригинал                       | Год выхода | Перезапуски                                           | Года выхода |
| ------------------------------ | ---------- | ----------------------------------------------------- | ----------- |
| Call of Duty 4: Modern Warfare | 2007       | Call of Duty: Modern Warfare                          | 2019        |
| Devil May Cry                  | 2001       | DmC: Devil May Cry                                    | 2013        |
| Doom                           | 1993       | Doom 3; Doom                                          | 2004; 2016  |
| King’s Bounty                  | 1990       | King’s Bounty. Легенда о рыцаре                       | 2008        |
| Medal of Honor                 | 1999       | Medal of Honor                                        | 2010        |
| Mortal Kombat                  | 1992       | Mortal Kombat; Mortal Kombat 1                        | 2011; 2023  |
| Prince of Persia               | 1989       | Prince of Persia: The Sands of Time; Prince of Persia | 2003; 2008  |
| Saints Row                     | 2006       | Saints Row                                            | 2022        |
| SimCity                        | 1989       | SimCity                                               | 2013        |
| Sonic The Hedgehog             | 1991       | Sonic The Hedgehog                                    | 2006        |
| Shadow Warrior                 | 1997       | Shadow Warrior                                        | 2013        |
| Star Wars: Battlefront         | 2004       | Star Wars: Battlefront                                | 2015        |
| Thief: The Dark Project        | 1998       | Thief                                                 | 2014        |
| Tomb Raider                    | 1996       | Tomb Raider: Legend; Tomb Raider                      | 2006; 2013  |
| Wolfenstein 3D                 | 1992       | Return to Castle Wolfenstein                          | 2001        |
| X-COM: UFO Defense             | 1994       | XCOM: Enemy Unknown                                   | 2012        |

### В индустрии комиксов и манги
| Оригинал                 | Год выхода | Перезапуски    | Года выхода |
| ------------------------ | ---------- | -------------- | ----------- |
| JoJo’s Bizarre Adventure | 1986       | Steel Ball Run | 2004        |